# Попешть (комуна, Біхор)
Попешть, Попешті (рум. Popești) — комуна у повіті Біхор в Румунії. До складу комуни входять такі села (дані про населення за 2002 рік):
- Будой (878 осіб)
- Бістра (1053 особи)
- Варвіз (579 осіб)
- Верзарі (338 осіб)
- Войвозь (1837 осіб)
- Кузап (1255 осіб)
- Попешть (2548 осіб) — адміністративний центр комуни

Комуна розташована на відстані 422 км на північний захід від Бухареста, 41 км на північний схід від Ораді, 103 км на північний захід від Клуж-Напоки.

## Населення
За даними перепису населення 2002 року у комуні проживали 8488 осіб.
Національний склад населення комуни:
| Національність | Кількість осіб | Відсоток |
| -------------- | -------------- | -------- |
| румуни         | 6226           | 73,4%    |
| словаки        | 1305           | 15,4%    |
| угорці         | 506            | 6,0%     |
| цигани         | 410            | 4,8%     |
| німці          | 21             | 0,2%     |
| поляки         | 10             | 0,1%     |
| українці       | 2              | < 0,1%   |
| євреї          | 2              | < 0,1%   |
| серби          | 1              | < 0,1%   |

Рідною мовою назвали:
| Мова             | Кількість осіб | Відсоток |
| ---------------- | -------------- | -------- |
| румунська        | 6436           | 75,8%    |
| словацька        | 1299           | 15,3%    |
| угорська         | 461            | 5,4%     |
| циганська        | 272            | 3,2%     |
| польська         | 10             | 0,1%     |
| німецька         | 4              | < 0,1%   |
| українська       | 2              | < 0,1%   |
| сербська         | 1              | < 0,1%   |
| єврейська (їдиш) | 1              | < 0,1%   |

Склад населення комуни за віросповіданням:
| Релігія            | Кількість осіб | Відсоток |
| ------------------ | -------------- | -------- |
| православні        | 5938           | 70,0%    |
| римо-католики      | 1493           | 17,6%    |
| п'ятдесятники      | 473            | 5,6%     |
| реформати          | 277            | 3,3%     |
| баптисти           | 126            | 1,5%     |
| греко-католики     | 57             | 0,7%     |
| бретрени           | 48             | 0,6%     |
| старообрядці       | 6              | 0,1%     |
| мусульмани         | 5              | 0,1%     |
| не релігійні       | 3              | < 0,1%   |
| атеїсти            | 3              | < 0,1%   |
| адвентисти         | 1              | < 0,1%   |
| унітарії           | 1              | < 0,1%   |
| не вказали релігію | 5              | 0,1%     |

## Зовнішні посилання
- Дані про комуну Попешть на сайті Ghidul Primăriilor